# Ma Zhenxia
Ma Zhenxia (née le 1er août 1998) est une athlète chinoise, spécialiste de la marche athlétique.

## Biographie
En 2016, elle remporte la médaille d'or du 10 000 mètres marche lors des championnats du monde juniors, à Bydgoszcz, en établissant un nouveau record du monde junior 45 min 18 s 46.
En 2024 elle réalise un record personnel à 1 h 26 min 7 s à Taicang.

## Palmarès
| Date | Compétition                    | Lieu      | Résultat | Épreuve         | Performance     |
| ---- | ------------------------------ | --------- | -------- | --------------- | --------------- |
| 2014 | Jeux olympiques de la jeunesse | Nankin    | 1re      | 5 km marche     | 22 min 22 s 08  |
| 2015 | Championnats du monde jeunesse | Cali      | 1re      | 5 000 m marche  | 22 min 41 s 08  |
| 2016 | Championnats du monde juniors  | Bydgoszcz | 1re      | 10 000 m marche | 45 min 18 s 46  |
| 2022 | Championnats du monde          | Eugene    | 10e      | 20 km marche    | 1 h 30 min 39 s |
| 2023 | Jeux asiatiques                | Hangzhou  | 2e       | 20 km marche    | 1 h 30 min 04 s |
| 2024 | Jeux olympiques                | Paris     | 11e      | 20 km marche    | 1 h 29 min 15 s |

### Records
| Épreuve                 | Performance     | Lieu      | Date            |
| ----------------------- | --------------- | --------- | --------------- |
| 10 km marche            | 42 min 52 s     | Hangzhou  | 17 avril 2022   |
| 10 000 m marche (piste) | 45 min 18 s 46  | Bydgoszcz | 19 juillet 2016 |
| 20 km marche            | 1 h 26 min 7 s  | Taicang   | 3 mars 2024     |
| 35 km marche            | 2 h 47 min 38 s | Huangshan | 23 avril 2022   |